# Statuia lui Stalin din București

Statuia lui I. V. Stalin din Bucureşti

Statuia lui Stalin din București a existat între anii 1951 și 1962, la intrarea în Parcul Herăstrău dinspre Piața Charles de Gaulle, pe locul pe care acum este instalată statuia lui Charles de Gaulle.

## Ridicarea statuii
În 1948 s-a anunțat un concurs de proiecte pentru o statuie monumentală a lui Iosif Vissarionovici Stalin, concurs la care au prezentat machete în jur de 20 de sculptori. Juriul pentru alegerea câștigătorului era prezidat de Ana Pauker . Anunțul pentru concurs, publicat în ziarul partidului, suna astfel: "Expresia dragostei poporului român față de personalitatea ilustrului conducător al socialismului victorios, mareșalul Iosif Visarionovici Stalin, genialul comandant al armatei pașnice a tuturor muncitorilor de pe glob, cere prezența unui mare monument ridicat în onoarea sa în centrul Capitalei. Dornice să împlinească această urgentă necesitate culturală, Comitetul pentru Artă și Comitetul de Partid al Capitalei au hotărât să instituie un concurs. Artiștii au datoria patriotică de a se înscrie. Numai arta și talentul unui artist într-adevăr creator vor putea desemna câștigătorul!".
Favorit din cei zece sculptori rămași în concurs după o preselecție era considerat sculptorul Constantin Baraschi, despre care se știa că încă cu câteva luni înainte de Lovitura de stat de la 23 august 1944 ar fi început să modeleze Monumentul ostașului sovietic eliberator, care apoi a fost dezvelit în Piața Victoriei în anul 1946, în prezența regelui Mihai al României.
Pentru a fi sigură că monumentul dedicat lui Stalin se încadrează în criteriile impuse de acesta, Ana Pauker i-a cerut opinia lui Nikolai Tomski, un sculptor rus care executase mai multe statui ale generalisimului, amplasate în diferite orașe din Uniunea Sovietică, și una, considerată cea mai bună lucrare a sa, la Dresda, în Republica Democrată Germană. Juriul a fost surprins când, în 23 martie 1950, nu macheta lui Baraschi a fost aleasă, ci cea a sculptorului Dimitrie Demu. Tomski a apreciat și o a doua machetă, realizată de Dorio Lazăr (n. 20 aprilie 1922, San Remo, Italia, absolvent în 1948 al Academiei de Artă din București, a murit în 2004, în Germania), după care a fost în final făcută o statuie ce a fost amplasată în „Orașul Stalin”, cum fusese rebotezat în 1950 Brașovul și dezvelită la 6 noiembrie 1951. O machetă a statuii lui Demu a fost trimisă la Kremlin, spre a fi aprobată de însuși Stalin. Este interesant de remarcat faptul că Stalin este reprezentat ținând în mâna stângă o carte între filele căreia este introdus degetul arătător, spre a ține minte unde s-a oprit pentru scurt timp din lectură, gest asemănător cu cel imaginat de Oscar Han în 1939 pentru Statuia lui Constantin Brâncoveanu din București.
Statuia lui Stalin din București a fost turnată la Uzinele Malaxa și montată în 1951 pe soclul de la intrarea în „Parcul de cultură și odihnă «I.V. Stalin»” din raionul I. V. Stalin, (fostul Parc Național Regele Carol al II-lea și actualul parc Herăstrău), cu vedere spre Piața Generalissim I. V. Stalin (fostă „Adolf Hitler“), în prezent Piața Charles de Gaulle. Pentru amplasarea statuii, a fost necesară distrugerea ansamblului sculptural Fântâna Modura, realizat în 1939 de sculptorul Constantin Baraschi.
Dimitrie Demu a cerut pentru lucrare o sumă imensă, 50 de milioane de lei, sperând să primească măcar o treime din ei. A foast uimit că i s-a acceptat cererea, primind toți banii solicitați. S-a lămurit în februarie 1952, când a avut loc „Stabilizarea“, în urma căreia valoarea celor 50 de milioane devenise echivalentul costului unui costum de haine sau a două-trei mese la restaurant.
Pe 9 martie 1953, lângă statuia lui Stalin a fost organizat un miting de doliu, prilejuit de moartea lui Stalin, la care au fost prezenți mii de oameni, aduși de activiștii partidului comunist. Cu această ocazie s-au rostit cuvântări și s-au tras 24 de salve de tun.

## Demolarea statuii
La trei ani după moartea lui Stalin, petrecută în 5 martie 1953, la Congresul al XXI-lea al PCUS, în 23 februarie 1956, liderul sovietic Nikita Sergheevici Hrușciov a susținut celebrul raport în care denunța cultul personalității și crimele lui Stalin și ale colaboratorilor săi. În martie anului 1962 statuia a fost demolată într-o noapte, în urma hotărârilor Plenarei lărgite a partidului din zilele de 30 noiembrie - 5 decembrie 1961. În acest scop, Demu a fost chemat să arate unde sunt sudurile statuii, pentru că patru tancuri și douăsprezece buldozere trebuiau să elibereze locul în câteva ceasuri. Cu această ocazie, Piața Generalissim I. V. Stalin a fost rebotezată Piața Aviatorilor, nume pe care îl purtase anterior.

## Reciclarea statuii
Se pare că în anii 70, s-a folosit material din statuia lui Stalin de la București din care s-a făcut în Piața Unirii din Focșani obeliscul Monumentul Unirii. 
Granitul roșu demontat de pe soclul statuii lui Stalin a fost folosit în 1976 de fostul primar al Buzăului, Gheorghe Milu, pe platoul de marmură din centrul orașului, unde este reprodus, din plăci de granit, modelul de pe iile populare din zona Buzăului..
Sculptorul Ion Irimescu a relatat că în cursul unei întrevederi cu Nicolae Ceaușescu, i-a prezentat acestuia intenția de a ridica la Fălticeni o statuie din bronz, în mărime naturală, a lui Mihail Sadoveanu, dar că nu are bronzul necesar turnării lucrării. Spre surprinderea sa, Ceaușescu i-a trimis „cadou” statuia lui Stalin care, după ce fusese dată jos de pe soclul din Piața Aviatorilor, a rămas depozitată într-un subsol al C.C. al P.C.R. Și astfel, Stalin modelat de Demu s-a transformat în Sadoveanu, plămădit de Irimescu.

## Parcursul ulterior al sculptorului Dimitrie Demu
În anii ’60 Dimitrie Demu (n. 7 octombrie 1920 - d. 1997, din familie de macedoromâni) s-a refugiat în America latină, unde a scris o carte, "Le sourire de Staline" (Surâsul lui Stalin), tipărită la Editions Universitaires, Paris, în 1977, sub numele de Dimitrios Demou. Cartea, în care relata avatarurile realizării acestui proiect, a fost lansată la Festivalul Cărții de la Nisa, din 1977. Titlul cărții vine de la "indicațiile" pe care le-a primit Dimitrie Demu de la Iosif Chișinevschi privind "surâsul lui Stalin", care trebuia să fie prezent pe statuie. În 1964, pentru a scăpa de sculptor, autoritățile l-au pus să facă cerere de emigrare în Grecia. Înainte de a pleca, la 3 aprilie 1964, a fost pus să semneze declarația-tip prin care se obliga să nu spună nimic despre ce a putut vedea sau auzi în legătură cu autoritățile din România. Ultimul lucru pe care i l-au cerut "autoritățile" înainte de a-i aproba plecarea au fost decorațiile, și în primul rând, cea ce-i fusese decernată pentru statuia lui Stalin. În final, Dumitru Demu nu s-a stabilit în Grecia ci în Venezuela, unde multe piețe ale orașelor sunt decorate cu creațiile sale monumentale.